# Orimarga neogaudens
Orimarga neogaudens là một loài ruồi trong họ Limoniidae. Chúng phân bố ở vùng Tân nhiệt đới.